# Epoch Game Pocket Computer
Game Pocket Computer是Epoch於1984年發售的掌上遊戲機，售價12,000日元。它是以Epoch Cassette Vision的掌上遊戲機版本為中心而開發，亦是日本電子遊戲機歷史第一部以卡帶作為媒介的掌上遊戲機。

## 簡介
Game Pocket Computer使用75×64解像度的液晶顯示器，並且能夠呈現同公司的Cassette Vision及早期雅達利2600遊戲相近的畫面，但是只能夠顯示單色。雖然它的名稱有「Pocket Computer」，它並沒有當時Pocket Computer所需要的功能，只能夠進行遊戲用途。當沒有插入卡帶而開啟電源時，則可以執行內置的2個遊戲。
雖然Epoch對遊戲機市場有先見之明，但是由於當時的技術所限，Game Pocket Computer的尺寸為任天堂Game Boy的2.5倍，遊玩時十分不便。加上未能夠提供充足的遊戲數量，因此它很快就從遊戲機市場退出，並且沒有在除了日本市場外的其他海外市場推出。
它的設計包含1個擁有8個方向的十字鍵、4個按鈕（若包括「開始」鍵及「選擇」鍵則為6個）、調教畫面對比及聲音的開關鍵。電源方面則可以使用4枚AA電池或專用的交流適配器。

## 遊戲列表
它只曾發售5款遊戲，此外它亦內置2款簡單的遊戲。
- Astro Bomber（星空轟炸者）[2]
- Block Maze（磚塊迷宮）[3]
- Poke Mahjong（麻雀）[4]
- Poke Reversi（黑白棋）[5]
- Sokoban（倉庫番）
- 11-Puzzle（數字推盤遊戲，內置遊戲）
- Paint Program（無法保存的繪圖程式，內置遊戲）